# توم أموندسين
توم أموندسين (بالنرويجية البوكمول: Tom Amundsen)‏ هو مجدف نرويجي، ولد في 4 فبراير 1943 في أوسلو في النرويج، وتوفي في 3 سبتمبر 2017.

## وصلات خارجية
- توم أموندسين على موقع الاتحاد الدولي للتجديف (الإنجليزية)
- توم أموندسين على موقع اللجنة الأولمبية الدولية (الإنجليزية)
- توم أموندسين على موقع أوليمبيديا (الإنجليزية)